# Eurodryas frigescens
Eurodryas frigescens är en fjärilsart som beskrevs av Ruggero Verity 1928. Eurodryas frigescens ingår i släktet Eurodryas och familjen praktfjärilar. Inga underarter finns listade i Catalogue of Life.